# Arnstadt

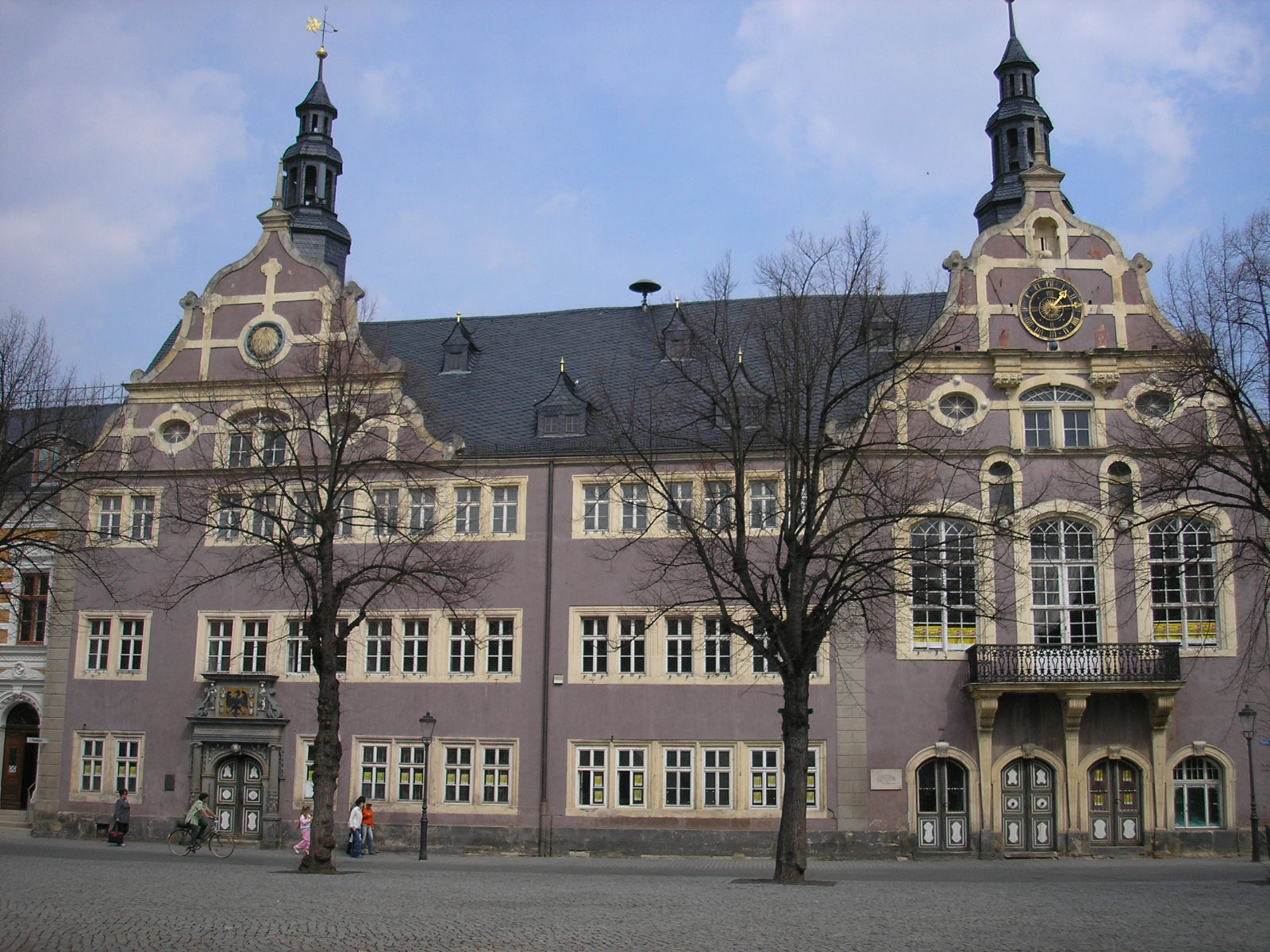
Arnstadt (primăria)

Arnstadt este un oraș în Turingia, Germania.